# Перица, Стипе
Сти́пе Пе́рица (хорв. Stipe Perica; 7 июля 1995, Задар, Хорватия) — хорватский футболист, нападающий бельгийского клуба «Стандард».
Выступал за молодёжную сборную Хорватии.

## Клубная карьера
Перица начал свою карьеру в местном клубе «Задар» в 2012 году. В первом сезоне он забил 8 голов в 20 матчах чемпионата. По окончании сезона перешёл в лондонский «Челси». После перехода в «Челси», Стипе был сразу же отправлен в аренду в нидерландский клуб «НАК Бреда». Причиной такого выбора стало то, что главным тренером НАК является серб Небойша Гудель, с которым не будет языкового барьера. В Нидерландах у Перицы выдался отличный старт. В своем первом матче, выйдя на замену против «Роды» он забил первый гол, а его клуб одержал победу 1:5. Несколько недель спустя он забил в свой второй, победный, гол в ворота «Хераклеса». 26 октября 2013 года, в матче против «Гоу Эхед Иглз», Стипе забил третий мяч, поучаствовав в разгроме девентерской команды 5:1.
31 января 2015 года «Удинезе» арендовал Перицу, а летом 2016 года выкупил контракт игрока.
В январе 2019 года отправился в аренду в турецкий «Касымпаша».

## Международная карьера
Перица представляет свою страну в молодёжной сборной Хорватии. На чемпионате мира среди юношей до 20 лет, Стипе был самым молодым игроком в команде. На турнире он провёл 3 игры и забил 1 гол в победе над сборной Новой Зеландии.

## Статистика выступлений
| Выступление      | Выступление      | Выступление      | Лига | Лига | Кубок страны | Кубок страны | Кубок лиги | Кубок лиги | Еврокубки | Еврокубки | Итого | Итого |
| Клуб             | Лига             | Сезон            | Игры | Голы | Игры         | Голы         | Игры       | Голы       | Игры      | Голы      | Игры  | Голы  |
| ---------------- | ---------------- | ---------------- | ---- | ---- | ------------ | ------------ | ---------- | ---------- | --------- | --------- | ----- | ----- |
| Задар            | Первая лига      | 2012/13          | 20   | 8    | 4            | 2            | 0          | 0          | 0         | 0         | 24    | 10    |
| Задар            | Итого            | Итого            | 20   | 8    | 4            | 2            | 0          | 0          | 0         | 0         | 24    | 10    |
| НАК Бреда        | Эредивизи        | 2013/14          | 25   | 6    | 1            | 0            | 0          | 0          | 0         | 0         | 26    | 6     |
| НАК Бреда        | Эредивизи        | 2014/15          | 10   | 3    | 1            | 0            | 0          | 0          | 0         | 0         | 11    | 3     |
| НАК Бреда        | Итого            | Итого            | 35   | 9    | 2            | 0            | 0          | 0          | 0         | 0         | 37    | 9     |
| Удинезе          | Серия A          | 2014/15          | 9    | 1    | 0            | 0            | 0          | 0          | 0         | 0         | 9     | 1     |
| Удинезе          | Серия A          | 2015/16          | 11   | 2    | 2            | 1            | 0          | 0          | 0         | 0         | 13    | 3     |
| Удинезе          | Итого            | Итого            | 20   | 3    | 2            | 1            | 0          | 0          | 0         | 0         | 22    | 4     |
| Всего за карьеру | Всего за карьеру | Всего за карьеру | 74   | 20   | 8            | 3            | 0          | 0          | 0         | 0         | 82    | 23    |